# Cloud One (musicista)
Cloud Nine è un progetto musicale del produttore discografico statunitense Patrick Adams attivo tra gli anni settanta e ottanta.

## Storia
Cloud Nine debuttò nel 1976 con il singolo Atmosphere Strut, opera prima dell'etichetta underground P&P Records. Nello stesso anno venne pubblicato il brano più conosciuto di Cloud Nine Disco Juice, che verrà campionata da Norman Cook nella sua It's Just Another Groove (1995), attribuita a The Mighty Dub Katz. Entrambe le tracce sono raccolte nel primo album Atmosphere Strut (1976).
Le tracce di Cloud Nine vennero riedite dalla Unidisc nel 1996.

## Discografia

### Album in studio
- 1976 – Atmosphere Strut
- 1979 – Happy Music

### Extended play
- 1978 – Funky Disco Tracks of Cloud One

### Singoli
- 1976 – Atmosphere Strut
- 1976 – Disco Juice
- 1977 – Spaced Out
- 1979 – Happy Music
- 1979 – Patty Duke
- 1979 – Doin' It All Night
- 1981 – Don't Let My Rainbow Pass Me By (con Margo Williams)
- 1982 – Waiting for the Sunshine to Come (con Angel)

### Compilation
- 2000 – The Very Best of Cloud One + Bonus Tracks
- 2019 – Spaced Out: Very Best of